# Хаві Морено
Хаві Морено (ісп. Javi Moreno, нар. 9 жовтня 1974, Сілья) — колишній іспанський футболіст, що грав на позиції нападника та флангового півзахисника.
Найбільш відомий виступами за «Алавес», також недовго грав у Італії і Англії, а також низці нижчолігових іспанських клубів. Провів 5 матчів за національну збірну Іспанії.

## Клубна кар'єра
Народився 9 жовтня 1974 року в місті Сілья. Вихованець футбольної школи клубу «Барселона», однак так і не дебютував у її основному складі. Після декількох років виступів за другу і третю команди клубу гравець перейшов до «Кордови» з Сегунди Б, де через відсутність результативності надовго не затримався. Наступним клубом у кар'єрі молодого гравця став «Єклано» з того ж дивізіону, за який він забив шість голів у шістнадцяти іграх.
У другій половині сезону 1997/98 Хаві поповнив склад «Алавеса», проте форвард далеко не відразу пробився в основний склад. Після вдалого виступу за «Нумансію» на правах оренди, Хаві протягом двох сезонів був основним нападником і одним з лідерів команди, яка виступала у Ла Лізі. У сезоні 2000/01 він у складі «Алавеса» дістався до фіналу кубка УЄФА і забив в ньому два голи, але його клуб все-таки поступився «Ліверпулю» з рахунком 5:4. Цей сезон був найкращим у кар'єрі форварда — у 42 матчах в усіх турнірах Морено забив 28 голів.
Своєю блискучою грою він заслужив запрошення в італійський «Мілан», однак у цій команді він не зміг прижитися і в підсумку повернувся в Іспанію, в «Атлетіко». Але ні в «Атлетіко», ні в оренді в «Болтоні», ні в наступному своєму клубі «Сарагосі» Хаві не зміг виступати так, як в «Алавесі».
У результаті влітку 2005 року футболіст повернувся в «Кордову» і вніс великий внесок у вихід клубу Сегунду. У наступному сезоні 2007/08 він врятував «Кордови» від вильоту, після чого провів півроку в «Ібіці», де не зміг проявити себе.
Завершив професійну ігрову кар'єру у клубі «Лусена» з Сегунди Б, де виступав протягом сезону 2009/10.

## Виступи за збірну
Будучи гравцем молодіжних команд «Барселони», Хаві забив десять голів у шістнадцяти матчах за збірну Іспанії до 18 років.
По ходу свого найкращого сезону в кар'єрі, сезону 2000/2001, нападник отримав запрошення до національної збірної Іспанії, за яку провів п'ять зустрічей і забив один м'яч — у матчі відбору на ЧС-2002 проти збірної Боснії та Герцеговини.

## Досягнення
- Переможець Сегунди (1): 1997/1998
- Фіналіст Кубка УЄФА (1): 2001
- Володар суперкубка Іспанії (1): 2004